# Cancionero de Upsala
El Cancionero de Upsala, también conocido como Cancionero del Duque de Calabria o Cancionero de Venecia, es un libro que contiene villancicos españoles de la época renacentista. El nombre real con el que el libro fue impreso es: "Villancicos de diversos autores, a dos, y a tres, y a quatro, y a cinco bozes, agora nuevamente corregidos. Ay mas ocho tonos de Canto llano, y ocho tonos de Canto de Organo para que puedam aprovechar los que a cantar començaren."
Fue recopilado en la corte de Fernando de Aragón, Duque de Calabria, en Valencia, y publicado en 1556, en Venecia, por Girolamo Scotto, uno de los impresores más conocidos de su época.

## El libro
El único ejemplar conocido de la edición fue encontrado hacia 1907, por el musicólogo y diplomático Rafael Mitjana, en Carolina Rediviva, biblioteca de la Universidad de Upsala, en Suecia. Dos años después, en 1909, Mitjana publicó un estudio sobre el libro titulado "Cincuenta y cuatro canciones españolas del siglo XVI", donde comenta y transcribe el texto de las piezas. Mitjana atribuyó el origen de las obras a compositores españoles, como Juan del Encina, Cristóbal de Morales, Francisco de Peñalosa y otros que residieron en Italia durante la primera mitad del siglo XVI. Sin embargo, es a partir de la publicación del trabajo de Romeu Figueras, Matheo Flecha el Viejo, la corte literario-musical del duque de Calabria y el Cancionero llamado de Uppsala, cuando se relaciona el cancionero con la corte del Duque de Calabria.
El cancionero es de pequeño tamaño (209 x 147 mm) y, a diferencia de la costumbre de la época, no tiene dedicatoria ni prólogo, lo que hace difícil conocer las circunstancias en las que se realizó la recopilación.

## Obras
El libro contiene 70 obras en total con:
- 54 villancicos a 2, 3, 4 y 5 voces. Según los temas tratados, podríamos agruparlos en: amorosos, navideños, populares y pastoriles.
- 16 piezas a 1 y 2 voces: 8 tonos de canto llano y 8 de canto de órgano. En los dos casos, las obras están ordenadas del primer al octavo tono. Como indica el título de la obra, tienen una finalidad docente.

El índice del cancionero ordena las obras en seis grupos:
1. Villancicos a dos voces
2. Villancicos a tres voces
3. Villancicos a cuatro voces
4. Villancicos de Navidad, a tres voces (en realidad, corresponden a villancicos a cuatro voces)
5. Villancicos de Navidad, a tres voces
6. Villancicos a cinco voces (aquí vienen incluidos los ejemplos de canto llano y los de canto de órgano)

La mayor parte de las piezas son anónimas. El libro solo indica que el villancico Dezilde al cavallero fue compuesto por Nicolas Gombert. Sin embargo, se ha podido determinar la autoría de varias de ellas debido a que aparecen en otras fuentes, en particular, en libros de vihuela (Orphénica Lyra de Miguel de Fuenllana, Los seys libros del Delphin de Luis de Narváez y el Libro de música de vihuela de Diego Pisador). También es posible aventurar la autoría de otras obras, basándose en los análisis de las piezas.
Algunas obras están relacionadas con el Cancionero de Gandía, también de origen valenciano. Por ejemplo, algunos villancicos profanos del Cancionero de Upsala como Soleta so jo ací  y Falalalanlera aparecen también en el Cancionero de Gandía, pero con el texto cambiado "a lo divino", convertidos en villancicos de Navidad: Soleta y verge estich y Falalalanlera de la guardarriera.
Todas las obras son en castellano, salvo las piezas 23, 24, 35 y 45 que son en catalán, la 39 que incluye una parte en latín y la 9 mas 54 que es en gallego.
A continuación se da una descripción detallada de las obras que componen el cancionero. Los códigos de la columna de "Concordancias" con otros manuscritos y fragmentos se especifican más abajo. Los de la columna de "Grabaciones" se especifican en la sección de "Discografía".
| N.º                                   | Obra                                                | Compositor                                  | Concordancias | Grabaciones                             | Comentarios |
| Villancicos a dos voces               |                                                     |                                             |               |                                         | |
| ------------------------------------- | --------------------------------------------------- | ------------------------------------------- | ------------- | --------------------------------------- | --- |
| 1                                     | Como puedo yo bivir                                 | Anónimo                                     |               | CAN                                     | |
| 2                                     | Y dezid serranicas, he                              | Anónimo                                     |               | CAN                                     | |
| 3                                     | Dime robadora ¿que te mereci?                       | Anónimo                                     |               |                                         | |
| 4                                     | No soy yo quien veis bivir                          | Anónimo                                     |               | JOC, CAN, VIL                           | |
| 5                                     | No me las amuestres más                             | Anónimo                                     |               | CAN                                     | |
| 6                                     | Yéndome y viniendo                                  | Anónimo                                     |               | CAN                                     | |
| 7                                     | No tienen vado mis males                            | Juan del Encina                             | CMP, CME      | ANT, CAN, AKA                           | |
| 8                                     | Andaran siempre mis ojos                            | ¿Gabriel Mena?                              |               | CAN                                     | |
| 9                                     | Mal se cura muyto mal                               | Anónimo                                     |               | CAN                                     | |
| 10                                    | Para verme con ventura                              | Juan del Encina                             | CMP, CMS      | ANT, CAN                                | |
| 11                                    | Un dolor tengo en ell’ alma                         | Anónimo                                     |               | CAN                                     | |
| 12                                    | Que todos se passan en flores                       | Anónimo                                     |               | CAN                                     | |
| Villancicos a tres voces              |                                                     |                                             |               |                                         | |
| 13                                    | Si no os hubiera mirado                             | ¿Cristóbal de Morales? ¿Juan Vázquez?       |               | AIE, GIS, ALL, ZYR, IBE, SAV            | Texto: Juan Boscán |
| 14                                    | Si la noche haze escura                             | Anónimo                                     |               | HES, JOC, SAV, HIL, VIL                 | |
| 15                                    | Desposastes os, Señora                              | Anónimo                                     |               | VIL                                     | |
| 16                                    | Desdeñado soy de amor                               | Anónimo                                     |               |                                         | |
| 17                                    | No soy yo quien veis bivir                          | Anónimo                                     |               |                                         | Letra igual al No 4, pero con diferente música. |
| 18                                    | Vésame y abraçame                                   | Anónimo                                     |               | ATR, DAN, ODR, ROS, VIL                 | |
| 19                                    | Alta estava la peña                                 | Anónimo                                     |               |                                         | |
| 20                                    | Dime robadora ¿que te mereci?                       | Anónimo                                     |               | CAN, VIL                                | Letra igual al No 3, pero con diferente música |
| 21                                    | Alça la niña los ojos                               | Anónimo                                     |               |                                         | |
| 22                                    | Ay de mi qu’en tierra agena                         | Anónimo                                     |               | VIL                                     | |
| 23                                    | Soleta so jo ací                                    | ¿Bartomeu Cárceres?                         | CMG           | ARS, HES, SAV, VIR, FIG, VIL, AKA       | La música concuerda, con algunas variantes, con las piezas 2 y 3 del manuscrito más pequeño del Cancionero de Gandía (Barcelona, Biblioteca de Catalunya, M. 1166), Soleta y verge estich. Sin embargo, el texto de tema profano se ha cambiado allí "a lo divino", convirtiéndolo en un villancico navideño. |
| 24                                    | Vella de vós som amorós                             | ¿Mateo Flecha el viejo?                     |               | SAV, VIR, VIL                           | |
| Villancicos a cuatro voces            |                                                     |                                             |               |                                         | |
| 25                                    | Ojos garços a la niña                               | ¿Juan del Encina? ¿Juan Vazquez?            |               | ALL, SAV, VIL                           | |
| 26                                    | Estas noches a tan largas                           | Anónimo                                     |               | SAV, VIL                                | |
| 27                                    | Ay luna que reluzes                                 | Anónimo                                     |               | SHE, CAP, RUM, IBE, SAV, JMM, VIL       | |
| 28                                    | Vi los barcos madre                                 | Anónimo                                     |               | VIL                                     | |
| 29                                    | Con que la lavare                                   | Anónimo                                     |               | GIS, HES, DAN, SAV, OLA, HXX, VIL       | |
| 30                                    | Soy serranica                                       | Anónimo                                     |               | HES, RUM, VIL                           | |
| 31                                    | Si te vas a bañar, Juanilla                         | Anónimo                                     |               | AIE, VIL                                | |
| 32                                    | Tan mala noche me distes (Serrana donde dormistes?) | Anónimo                                     |               |                                         | |
| 33                                    | Falalalanlera                                       | ¿Bartomeu Cárceres? ¿Mateo Flecha el viejo? | CMG           | RUM, SAK, IBE, ARP, VIL, AKA            | La música concuerda con la pieza 43 del Cancionero de Gandía, Falalalanlera de la guardarriera, pero allí el texto está cambiado "a lo divino". Sólo el estribillo permanece inalterado. |
| 34                                    | Ah Pelayo que desmayo                               | ¿Juan Aldomar?                              |               | SAV, VIL                                | |
| 35                                    | Que farem del pobre Joan                            | Mateo Flecha el viejo                       | VIH, ORP      | SAV, VIL                                | |
| 36                                    | Teresica hermana                                    | Mateo Flecha el viejo                       | ORP, SIR      | ROS, SAV, VIL                           | |
| Villancicos de Navidad a cuatro voces |                                                     |                                             |               |                                         | |
| 37                                    | No la devemos dormir (La noche Santa)               | Anónimo                                     | CMG           | CAP, ESC, VIL                           | Concuerda con la pieza 42 del Cancionero de Gandía, No la devemos dormir la noche santa, aunque la versión del Cancionero de Gandía cuenta con más estrofas. El texto es del poeta Ambrosio Montesino. |
| 38                                    | Rey a quien reyes adoran                            | Anónimo                                     |               | UFF, VIL                                | |
| 39                                    | Verbum caro factum est                              | ¿Mateo Flecha el viejo?                     |               | JOC, BAM, RET, ESC, UFF, VIL            | |
| 40                                    | Alta Reyna soberana                                 | Anónimo                                     |               | VIL                                     | |
| 41                                    | Gozate Virgen sagrada                               | Anónimo                                     |               | MIN, SAV, VIL                           | |
| 42                                    | Un niño nos es nasçido                              | Anónimo                                     |               | SAV, VIL                                | |
| 43                                    | Dadme albricias hijos d’ Eva!                       | Anónimo                                     |               | MMQ, MIN, ESC, UFF, VIL                 | |
| 44                                    | Yo me soy la morenica                               | Anónimo                                     |               | HES, KAL, RUM, SAV, OLA*, MAG, FIG, VIL | |
| 45                                    | E la don don                                        | ¿Mateo Flecha el viejo? ¿Bartomeu Cárceres? |               | UPS, ATR, MIN, UFF, VIL                 | |
| 46                                    | Riu, riu, chiu                                      | ¿Mateo Flecha el viejo?                     |               | MMQ, ATR, KAL, MIN, OXF, UFF, VIL       | |
| 46B                                   | Porra, porra, porrazo                               | Anónimo                                     |               | RUM, ATR, SAV, MIN, OXF, VIL            | Basada en variaciones melódicas de Riu, riu, chiu |
| Villancicos de Navidad a tres voces   |                                                     |                                             |               |                                         | |
| 47                                    | Señores el qu’es nasçido                            | ¿Pedro de Pastrana?                         |               | MAG                                     | |
| 48                                    | Vos virgen soys nuestra madre                       | Anónimo                                     |               |                                         | |
| Villancicos a cinco voces             |                                                     |                                             |               |                                         | |
| 49                                    | Dezilde al caballero que non se quexe               | Nicolas Gombert                             |               |                                         | |
| 50                                    | Dizen a mi que los amores he                        | ¿Juan Vázquez?                              |               |                                         | |
| 51                                    | Si amores me han de matar                           | Mateo Flecha el viejo                       | ORP           |                                         | |
| 52                                    | Si de vos mi bien me aparto ¿Que harè?              | Anónimo                                     |               | SAV*                                    | |
| 53                                    | Hartaos ojos de llorar                              | Anónimo                                     |               |                                         | |
| 54                                    | Falai meus olhos                                    | Anónimo                                     |               | GIS, SAV                                | Escrito en portugués |
| Ejemplos de canto llano               |                                                     |                                             |               |                                         | |
| 55                                    | Primus tono                                         | Anónimo                                     |               | CAN                                     | |
| 56                                    | Secundus tonus                                      | Anónimo                                     |               | CAN                                     | |
| 57                                    | Tertius tonus                                       | Anónimo                                     |               | CAN                                     | |
| 58                                    | Quartus tonus                                       | Anónimo                                     |               | CAN                                     | |
| 59                                    | Quintus tonus                                       | Anónimo                                     |               | CAN                                     | |
| 60                                    | Sextus tonus                                        | Anónimo                                     |               | CAN                                     | |
| 61                                    | Septimus tonus                                      | Anónimo                                     |               | CAN                                     | |
| 62                                    | Octavus tonus                                       | Anónimo                                     |               | CAN                                     | |
| Ejemplos de canto de órgano           |                                                     |                                             |               |                                         | |
| 63                                    | Primus tonus (Duo)                                  | Anónimo                                     |               |                                         | |
| 64                                    | Secundus tonus (Duo)                                | Anónimo                                     |               |                                         | |
| 65                                    | Tertio tono (Duo)                                   | Anónimo                                     |               |                                         | |
| 66                                    | Quarto tono (Duo)                                   | Anónimo                                     |               |                                         | |
| 67                                    | Quinto tono (Duo)                                   | Anónimo                                     |               |                                         | |
| 68                                    | Sexto tono (Duo)                                    | Anónimo                                     |               |                                         | |
| 69                                    | Séptimo tono (Duo)                                  | Anónimo                                     |               |                                         | |
| 70                                    | Ottavo tono (Duo)                                   | Anónimo                                     |               |                                         | |

(*) instrumental
Concordancias con otros manuscritos:
- CMP - Madrid, Biblioteca Real, MS II - 1335 (Cancionero de Palacio)
- CMS - Segovia, Catedral, Archivo Capitular, s.s. (Cancionero de Segovia)
- CME - Elvas, Biblioteca Pública Hortensia, Ms 11793 (Cancionero de Elvas)
- CMG - Barcelona, Biblioteca de Catalunya, M. 1166 / M. 1967 (Cancionero de Gandía)

Libros con transcripciones para vihuela o vihuela y canto:
- SIR - Silva de Sirenas de Enríquez de Valderrábano
- ORP - Orphénica Lyra de Miguel de Fuenllana
- VIH - Libro de música de vihuela de Diego Pisador

## Discografía
La siguiente discografía se ha ordenado por año de grabación, pero la referencia es la de la edición más reciente en CD. No se incluyen las recopilaciones, sólo los discos originales.
- ???? - [GIS] La música en la Corte española de Carlos V. Ars Musicae de Barcelona. Enric Gispert. MEC 1004 CD
- ???? - [ALL] Canciones y villancicos de Juan Vásquez. Coro Alleluia. Enric Gispert. MEC 1005 CD
- 1981 - [ANT] Obra Musical Completa de Juan del Enzina. Miguel Á. Tallante. Pro Mvsica Antiqva de Madrid y solistas. Nueva edición (1990): MEC 1024 a 1027 CD
- 1968 - [ARS] Del Romànic al Renaixement - Le Moyen-Age Catalan. Ars Musicae de Barcelona. Eric Gispert. Harmonia mundi "Musique d'Abord" HMA 190 051.
- 1971 - [MMQ] Cancionero de Uppsala o del Duque de Calabria. Madrid Madrigal Quartet. Lola Rodríguez Aragón. Hispavox HHS 11 (LP).
- 1973 - [AIE] Spanish Renaissance Music. Ancient Consort Singers, Ancient Instrumental Ensemble. John Alexander, Ron Purcell. Tuxedo Music TUXCD 1039.
- 1976 - [HES] Weltliche Musik im Christlichen und Jüdischen Spanien (1450-1550). Hespèrion XX. Jordi Savall. . La edición moderna en CD es: Music from christian & jewish Spain. Virgin Veritas 5615912 (2 CD). (Los dos discos se llaman: Court Music and Songs from the Age of the Discoverers 1492-1553 y Sephardic Romances from the Age before the Expulsion of the Jews from Spain 1492)
- 1976 - [UPS] De Fyra Arstiderna. Joculatores Upsaliensis. . La edición moderna en CD se halla en el recopilatorio: De Fyra Arstiderna - The four seasons.
- 1979 - [ATR] Villancicos. Chansons populaires espagnoles des XVe et XVIe siècles. Atrium Musicae de Madrid. Gregorio Paniagua. Harmonia mundi "Musique d'Abord" HMA 190 1025.
- 1980 - [ROS] Canciones Picarescas y Danzas del Renacimiento. Pro Música Antiqua Rosario. IRCO-48
- 1981 - [SAK] The end of Asia. Riuichi Sakamoto & Danceries. Denon 38C38-7045
- 1982 - [JOC] Cantigas / Canciones. Joculatores Upsaliensis. . La edición moderna en CD se halla en el recopilatorio: De Fyra Arstiderna - The four seasons.
- 1984 - [SHE] Viva rey Ferrando. Renaissance music in Naples (1442-1556) from the reign of Cataline Music and Spanish kings. Hespèrion XX. Jordi Savall. Virgin Classics "Veritas " 5 61222 2 2.
- 1985 - [KAL] Kalenda Maya. Medieval and Renaissance Music. Kalenda Maya. Hans Frederik Jacobsen. Simax PSC 1017.
- 1986 - [ZYR] La Música en la Era del Descubrimiento: Cristóbal de Morales. Taller Zyryab. Dial Discos CAL-5018
- 1989 - [DAN] El Cancionero Musical de Palacio. Musik aus der Zeit der Katholischen Könige in Spanien, 1450-1550. Ensemble Danserye. Preiser Records 90028.
- 1990 - [MIN] Cançoner del Duc de Calábria. Capella de Ministrers. Carles Magraner. AVI 8017
- 1990 - [CAP] Bartomeu Càrceres - Anonymes XVIe siècle. Villancicos & Ensaladas. La Capella Reial de Catalunya. Jordi Savall, Montserrat Figueras. Astrée (Naïve) "Musica Iberica" ES 9951.
- 1991 - [BAM] E Dame Jolie. Musik von Rittern, Raübern und Königskindern. Capella Antiqua Bambergensis. C.A.B. Records CAB-01.
- 1991 - [RUM] Music of the Spanish Renaissance. Shirley Rumsey. Naxos 8.550614.
- 1991 - [HIL] Spanish and Mexican Renaissance Vocal Music. Music in the Age of Columbus / Music in the New World. The Hilliard Ensemble. Virgin 61394.
- 1992 - [OXF] Medieval carols. Oxford Camerata. Jeremy Summerly. Naxos 8.550751.
- 1993 - [AKA] Amando e Desiando. Spanish and italian music from the 16th century. Akantus. Alice Musik Produktion ALCD 010
- 1994 - [HXX] Folias & Canarios. Hespèrion XX. Jordi Savall. Astrée (Naïve) ES 9974.
- 1995 - [IBE] Songs and dances from the Spanish Renaissance. Camerata Iberia. MA Records MA 035A.
- 1995-96 Cancionero de Uppsala. Primeira Gravação Mundial em CD da Obra Completa. Camerata Antiqua de Curitiba. Roberto de Regina. (Solistas: Foltran, Marques, Haller, Ribeiro, Castilho, Mestre e outros. Paulus DDD 115592. Brasil (www.operavoices.de)
- 1996 - [SAV] El Cançoner del Duc de Calabria (1526 - 1554). La Capella Reial de Catalunya. Jordi Savall. Astrée "Naïve" ES 9960.
- 1996 - [OLA] Mudéjar. Begoña Olavide, etc. MA Records MA 042A.
- 1996 - [VIL] Cancionero de Uppsala 1556. Ensemble Villancico. Proprius
- 1997 - [RET] Piae Cantiones. Latin Song in Mediaeval Finland. Retrover Ensemble - Markus Tapio. Naxos 8.554180.
- 1999 - [VIR] Bella de vos som amorós. La Música en la Corte de los Reyes Católicos y Carlos I. Capella Virelai. Jordi Reguant. La mà de guido 2035.
- 1999 - [ODR] Mayrat. El Viaje del Agua. Grupo Odres. Saga WKPD-10/2035.
- 1999 - [ESC] Pan Divino. Escolanía y Capilla del Monasterio de San Lorenzo de El Escorial. Lorenzo Ramos. DIES 199901
- 2001 - [UFF] O canto da Sibila. Música Antiga da UFF. NM 475902
- 2001 - [CAN] Cançoner del duc de Calàbria. Duos i Exercicis sobre els vuit tons. In Canto. La mà de guido 2043.
- 2002 - [MAG] Iudicii Signum. Capella de Ministrers. Carles Magraner. Licanus CDM 0203.
- 2004 - [JMM] Música en el Quijote. Orphénica Lyra. José Miguel Moreno. Glossa GCD 920207
- 2006 - [FIG] Lux Feminae (900-1600). Montserrat Figueras. Alia Vox AVSA 9847 (SACD-H).
- 2006 - [ARP] Los Impossibles. L'Arpeggiata. Christina Pluhar. Naive V 5055